# Boxeuropameisterschaften 2022
Die 44. EUBC Boxeuropameisterschaften der Männer 2022 wurden vom 21. bis zum 30. Mai in der armenischen Hauptstadt Jerewan ausgetragen, womit das Land erstmals Boxeuropameisterschaften veranstaltete. Es nahmen 219 Boxer aus 39 Nationen teil, welche sich in 13 Gewichtsklassen 206 Kämpfe lieferten. Austragungsstätte war der Sportkomplex Karen Demirtschjan.

## Teilnehmende Nationen
- Albanien
- Armenien
- Belgien
- Bosnien und Herzegowina
- Bulgarien
- Dänemark
- Deutschland
- England
- Estland
- Finnland
- Frankreich
- Georgien
- Griechenland
- Island
- Irland
- Israel
- Italien
- Kroatien
- Litauen
- Luxemburg
- Moldau
- Montenegro
- Niederlande
- Norwegen
- Österreich
- Polen
- Rumänien
- Schottland
- Schweden
- Schweiz
- Serbien
- Slowakei
- Slowenien
- Spanien
- Tschechien
- Türkei
- Ukraine
- Ungarn
- Wales

## Medaillengewinner
| Klasse                         | Gold                            | Silber                        | Bronze                                                   |
| Minimumgewicht (46–48 kg)      | Sachil Alachwerdowi Georgien    | Jergjuna Sebachtin Bulgarien  | Jakub Słomiński Polen Leonardo Esposito Italien          |
| Fliegengewicht (48–51 kg)      | Martín Molina Spanien           | Kiaran MacDonald England      | Dmytro Samotajew Ukraine Federico Serra Italien          |
| Bantamgewicht (51–54 kg)       | Billal Bennama Frankreich       | Dylan Eagleson Irland         | Manuel Cappai Italien Daniel Assenow Bulgarien           |
| Federgewicht (54–57 kg)        | Vasile Usturoi Belgien          | Artur Basejan Armenien        | Michele Baldassi Italien Javier Ibáñez Bulgarien         |
| Leichtgewicht (57–60 kg)       | Artjusch Gomzjan Georgien       | José Quiles Spanien           | Jurij Schestak Ukraine Roland Veres Ungarn               |
| Halbweltergewicht (60–63,5 kg) | Howhannes Batschkow Armenien    | Lounes Hamraoui Frankreich    | Richárd Kovács Ungarn Adrián Thiam Spanien               |
| Weltergewicht (63,5–67 kg)     | Wahid Abbasow Serbien           | Lasha Guruli Georgien         | Ioan Croft Wales Alexandru Paraschiv Moldau              |
| Halbmittelgewicht (67–71 kg)   | Harris Akbar England            | Garan Croft Wales             | Jurij Sacharjejew Ukraine Magomed Schachidow Deutschland |
| Mittelgewicht (71–75 kg)       | Gabriel Dossen Irland           | Lewis Richardson England      | Salvatore Cavallaro Italien Sam Hickey Schottland        |
| Halbschwergewicht (75–80 kg)   | Artjom Agejew Serbien           | Alfred Commey Italien         | Luka Plantić Kroatien Iwan Sapun Ukraine                 |
| Cruisergewicht (80–86 kg)      | Georgi Kuschitaschwili Georgien | Rafajel Howhannisjan Armenien | Tomasz Niedźwiecki Polen Andrei Arădoaie Rumänien        |
| Schwergewicht (86–92 kg)       | Aziz Mouhiidine Italien         | Enmanuel Reyes Spanien        | Lewis Williams England Narek Manasjan Armenien           |
| Superschwergewicht (+92 kg)    | Nelvie Tiafack Deutschland      | Ayoub Ghadfa Spanien          | Ahmed Hagag Österreich Delicious Orie England            |